# Cordó (calçat)

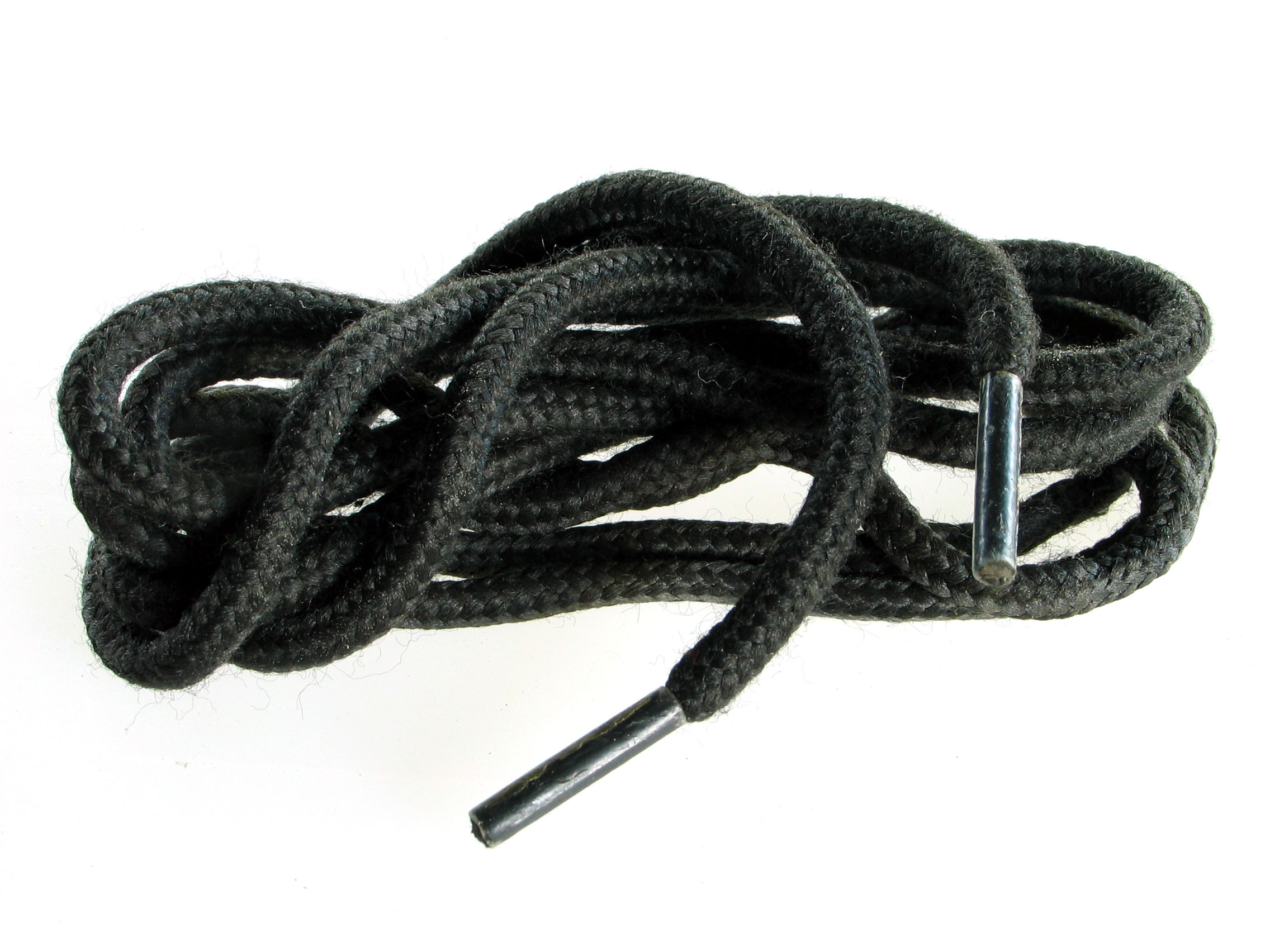
Cordons negres.

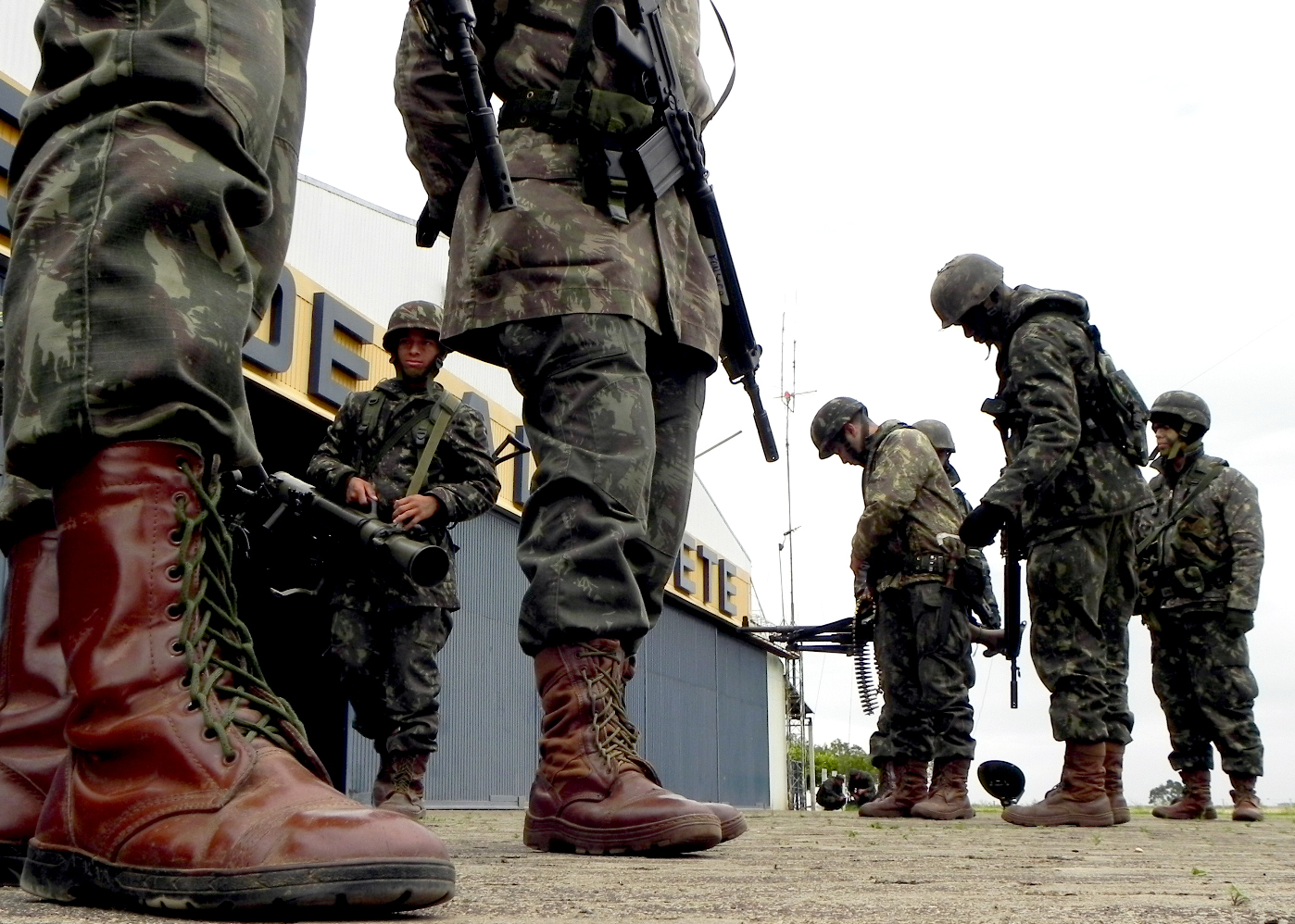
Cordons cobwebbing.

Els  cordons  són un accessori utilitzat per a la subjecció del calçat al peu. El cordó es passa a través dels diferents ullets de la sabata o bota de cordons des de la part inferior cap a la superior. Un cop acabat aquest pas, es procedeix a realitzar un nus amb l'objecte que el calçat quedi fermat al peu. El joc de cordó i ullets constitueix un dels sistemes de tancament usats en el marc de la indumentària.
Els principals materials usats pels fabricants de cordons són polièster, niló, polipropilè, cotó, cotó encerat, fibra de carboni, jute, fils metàl·lics, etc. La punta (també anomenat acetat) regularment consisteix en acetat de cel·lulosa fos amb acetona, encara que també es poden trobar puntes metàl·liques o foses amb calor.

## Fabricació
Els principals passos en el procés de fabricació dels cordons són els següents:
- Per a les màquines trenadores d'agulles; muntar el fil, trenar el cordó i posar la punta d'acetat.
- Per màquina trenadores circulars; bobinar fil en rodets petits, muntar els rodets a la màquina, trenar el cordó i posar la punta d'acetat.

Els noms que reben part del cordó són: cordó i acetat, que és la petita punta de plàstic que es troba al final de cada cordó i serveix perquè entri més fàcilment dins el trau (ullet) de la sabata.